# Tabun
Tabun (ou GA), é um agente nervoso gasoso de fórmula química C5H11N2O2P. É uma substância extremamente tóxica, pertencente ao grupo dos organofosfatos. Em temperatura ambiente se apresenta em sua forma pura como um líquido incolor e viscoso. Quando exposto ao ar, se volatiliza lentamente, liberando um aroma com odor levemente frutado ou semelhante ao de amêndoas. A alta massa molar da molécula de Tabun faz com que o gás se acumule em áreas mais baixas por diferença de densidade relativa ao ar.  O Tabun é um potente inibidor da enzima AChE (acetilcolinesterase), fosforilando-a de forma irreversível e interrompendo a quebra da acetilcolina. A interrupção da ação da enzima afeta diretamente a transmissão de impulsos nervosos, causando contrações musculares constantes e involuntárias. A morte dos organismos infectados por Tabun usualmente se dá pela exaustão e paralização dos músculos respiratórios como o diafragma e os músculos intercostais, resultando em parada cardiorrespiratória. É classificado como arma de destruição em massa pela Organização das Nações Unidas. 

## História
O registro da primeira síntese de Tabun data de 1898, realizada por Adolf Schall, um estudante de graduação na Universidade de Rostock. Adolf Schall realizou a síntese de uma substância análoga do Tabun, com o grupo químico dietilamina. Contudo, a toxicidade da substância assim como a de seus precursores químicos ainda não havia sido detectada. O Tabun ficou conhecido como o primeiro agente nervoso depois que suas propriedades foram descobertas acidentalmente em 1936 pelo pesquisador alemão Gerhard Schrader. Schrader estava experimentando uma classe de compostos químicos chamados organofosfatos, substâncias com a capacidade de matar insetos interrompendo seus sistemas nervosos na busca de inseticidas mais eficientes para a IG Farben, um conglomerado de indústrias químicas e farmacêuticas. 

## Efeitos nos humanos[3]
Ao entrar em contato com a pele ou através da inalação, o gás pode obstruir a vista, gerar contrações musculares e convulsões, até a paralisia do sistema respiratório, o que leva ao óbito.
Os sintomas mais frequentes são:
- Lacrimejamento
- Pupilas pequenas, em ponta de alfinete
- Dor nos olhos
- Visão borrada
- Salivação e suor excessivo
- Tosse
- Pressão no peito
- Respiração rápida
- Diarréia
- Aumento de volume de urina
- Confusão mental
- Debilidade
- Cefaleia
- Náusea, vômito e/ou dores abdominais
- Alterações de ritmo cardíaco e pressão sanguínea